# آنتی‌ماخوس یکم
آنتیماخوس اول تئوس(یونانی: Ἀντίμαχος Α΄ ὁ Θεός؛ معروف به «آنتیماخا» در منابع هندی) پسر نامشروع  آیتیدیوم اول، و یکی از پادشاهان دولت یونانی بلخ بوده‌است که به‌طور کلی از حدود ۱۸۵ پیش از میلاد تا ۱۷۰ پیش از میلاد سلطنت کرده‌است.

## حکمروایی

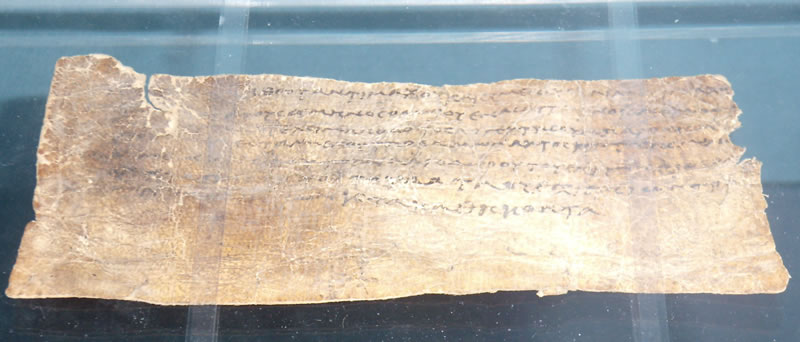
رسید مالیات باختری که از سه پادشاه باختری نام می‌برد

ویلیام وودتورپ تارن و سکه‌شناس رابرت ارشد، آنتیماخوس را به عنوان یکی از اعضای سلسله ایوتیدمی و احتمالاً پسر آیتیدیوم و برادر دمتریوس معرفی می‌کنند. مورخان دیگر مانند A.K. ناراین، او را مستقل از اقتدار یوتیدمی و احتمالاً از نسلی با سلسله دیودوتیدها مشخص کنید. او پادشاه منطقه‌ای بود که بخش‌هایی از باختری و احتمالاً آراکوسیا در جنوب افغانستان را پوشش می‌داد (به «سکه‌های آنتیماخوس اول» در زیر مراجعه کنید). آنتیماخوس اول یا در جریان مقاومتش در برابر اوکراتید غاصب شکست خورد، یا قلمرو اصلی او پس از مرگش توسط دومی جذب شد.